# Omar Ahmed El Ghazaly
Omar Ahmed Abdel Latif El-Ghazaly (in arabo عمر أحمد عبد اللطيف الغزالى‎?; Il Cairo, 9 febbraio 1984) è un ex discobolo egiziano.
Inizialmente giocava a pallamano, mentre i suoi fratelli facevano parte della squadra nazionale egiziana di nuoto.
Nel 1999 è stato reclutato dall'ex campione africano di lancio del peso Nagui Asaad , che stava creando una scuola di lancio che comprendeva anche il lanciatore di martelli Mohsen El Anany e il lanciatore di peso Yasser Fathy . Dopo aver provato con i diversi attrezzi, si è accontentato del disco e ha rapidamente esordito in nazionale.  Nel 2000, all'età di 16 anni, è stato selezionato per la squadra egiziana per i Campionati Mondiali Juniores , dove è arrivato 17 °.  Quell'anno vinse anche i Campionati Arabi con un lancio di 53,07 m.  Ai Campionati Mondiali Juniores 2002 , uno scarso risultato del 10º posto era dovuto a un infortunio alla spalla. Nel 2003, il suo ultimo anno da junior, ha stabilito un nuovo record mondiale junior di 65,88.
Il suo miglior lancio personale è di 66,58 metri, ottenuto nel giugno 2007 a Helsingborg . Questo è l'attuale record nazionale.  Nel 2007, è diventato anche il primo atleta egiziano a raggiungere la finale di un evento ai Campionati mondiali di atletica leggera.
La sua stagione 2008 non è andata altrettanto bene a causa di una serie di infortuni.
Nel giugno 2009, El Ghazaly ha dato una buona dimostrazione in un incontro a Sollentuna, in Svezia, registrando un numero di lanci oltre i 65 metri e vincendo con 66,34 m. Questo è stato il miglior lancio di una stagione africana e lo ha evidenziato come possibile finalista per i Campionati del mondo di atletica leggera 2009 .  Ha nuovamente raggiunto la finale, ma è riuscito a raggiungere solo il 9 ° posto.
La sua stagione 2010 è stata nuovamente segnata da un infortunio.

## Palmarès
| Anno | Manifestazione                    | Sede       | Evento           | Risultato | Prestazione | Note                  |
| ---- | --------------------------------- | ---------- | ---------------- | --------- | ----------- | --------------------- |
| 2001 | Campionati africani juniores      | Réduit     | Lancio del disco | Argento   | 49,79 m     |                       |
| 2001 | Mondiali allievi                  | Debrecen   | Lancio del disco | Bronzo    | 61,06 m     |                       |
| 2002 | Campionati africani               | Radès      | Lancio del disco | Bronzo    | 48,17 m     |                       |
| 2002 | Mondiali juniores                 | Kingston   | Lancio del disco | 10º       | 58,20 m     |                       |
| 2003 | Campionati africani juniores      | Garoua     | Lancio del disco | Oro       | 61,87 m     | Record dei campionati |
| 2003 | Universiadi                       | Taegu      | Lancio del disco | 9º        | 55,15 m     |                       |
| 2003 | Campionati panarabi               | Amman      | Lancio del disco | Oro       | 58,30 m     |                       |
| 2003 | Giochi panafricani                | Abuja      | Lancio del disco | Oro       | 63,61 m     |                       |
| 2003 | Giochi afro-asiatici              | Hyderabad  | Lancio del disco | Bronzo    | 59,77 m     |                       |
| 2004 | Giochi olimpici                   | Atene      | Lancio del disco | 33º       | 55,53 m     |                       |
| 2004 | Giochi panarabi                   | Algeri     | Lancio del disco | Oro       | 61,06 m     |                       |
| 2005 | Giochi della solidarietà islamica | La Mecca   | Lancio del disco | Oro       | 59,89 m     |                       |
| 2005 | Universiadi                       | Smirne     | Lancio del disco | Argento   | 62,28 m     |                       |
| 2005 | Campionati panarabi               | Radès      | Lancio del disco | Oro       | 60,87 m     |                       |
| 2006 | Campionati africani               | Bambous    | Lancio del disco | Oro       | 61,11 m     |                       |
| 2007 | Giochi panafricani                | Algeri     | Lancio del disco | Oro       | 62,28 m     |                       |
| 2007 | Universiadi                       | Bangkok    | Lancio del disco | Argento   | 60,89 m     |                       |
| 2007 | Mondiali                          | Osaka      | Lancio del disco | 6º        | 64,58 m     |                       |
| 2008 | Giochi olimpici                   | Pechino    | Lancio del disco | 23º (q)   | 60,24 m     |                       |
| 2009 | Mondiali                          | Berlino    | Lancio del disco | 9º        | 62,83 m     |                       |
| 2009 | Giochi della Francofonia          | Beirut     | Lancio del disco | Oro       | 61,01 m     |                       |
| 2009 | Campionati panarabi               | Damasco    | Lancio del disco | Oro       | 61,73 m     |                       |
| 2010 | Campionati africani               | Nairobi    | Lancio del disco | Oro       | 59,30 m     |                       |
| 2012 | Giochi olimpici                   | Londra     | Lancio del disco | 26º (q)   | 60,26 m     |                       |
| 2012 | Campionati africani               | Porto-Novo | Lancio del disco | dns       | dns         |                       |

## Altre competizioni internazionali
2006
- 4º in Coppa del mondo ( Atene), lancio del disco - 61,50 m